# Ciak d'oro 1997
12ª edizione dei Ciak d'oro tenutasi nel 1997. La pellicola cinematografica che ottiene il maggior numero di premi è Nirvana di Gabriele Salvatores con quattro riconoscimenti.

## Vincitori e candidati
I vincitori sono indicati in grassetto, a seguire gli altri candidati.

### Miglior film
- Il ciclone di Leonardo Pieraccioni

### Miglior regista
- Leonardo Pieraccioni - Il ciclone

### Migliore attore protagonista
- Fabrizio Bentivoglio - Testimone a rischio

### Migliore attrice protagonista
- Iaia Forte - Luna e l'altra

### Migliore attore non protagonista
- Sergio Rubini - Nirvana
  - Alessandro Haber - Ritorno a casa Gori
  - Antonio Petrocelli - Uomo d'acqua dolce
  - Aurelio Fierro- Luna e l'altra
  - Claudio Amendola - Testimone a rischio

### Migliore attrice non protagonista
- Stefania Rocca - Nirvana
  - Athina Cenci - Ritorno a casa Gori
  - Barbara Enrichi - Il ciclone
  - Laura Trotter - Albergo Roma
  - Lucia Poli - Albergo Roma

### Migliore opera prima
- Eugenio Cappuccio, Massimo Gaudioso, Fabio Nunziata - Il caricatore

### Migliore sceneggiatura
- Furio Scarpelli, Giacomo Scarpelli, Pietro Calderoni, Pasquale Pozzessere - Testimone a rischio
  - Renato De Maria, Claudio Lizza - Hotel paura
  - Maurizio Zaccaro, Gigi Riva, Marco Bechis, Umberto Contarello - Il carniere
  - Wilma Labate, Paolo Lapponi, Andrea Leoni, Sandro Petraglia - La mia generazione
  - Antonio Capuano - Pianese Nunzio, 14 anni a maggio

### Migliore fotografia
- Antonio Baldoni - Pianese Nunzio, 14 anni a maggio
  - Marco Cristiani - Cresceranno i carciofi a Mimongo
  - Gian Filippo Corticelli - Hotel paura
  - Blasco Giurato - Il carniere
  - Alessandro Pesci - Vesna va veloce

### Migliore sonoro
- Bruno Pupparo - Vesna va veloce
  - Mario Iaquone - Hotel paura
  - Luciano Fiorentini - Il carniere
  - Amedeo Casati - Luna e l'altra
  - Tiziano Crotti - Pianese Nunzio, 14 anni a maggio

### Migliore scenografia
- Giancarlo Basili - Nirvana
  - Eugenio Liverani - Albergo Roma
  - Antonino Formica - La frontiera
  - Danilo Donati - Marianna Ucrìa
  - Mario Di Pace - Pianese Nunzio, 14 anni a maggio

### Migliore montaggio
- Luca Gasparini, Claudio Cormio - Tutti giù per terra
  - Fabio Nunziata - Il caricatore
  - Enzo Meniconi - La mia generazione
  - Giogiò Franchini - Pianese Nunzio, 14 anni a maggio
  - Mirco Garrone - Vesna va veloce

### Migliore costumi
- Gabriella Pescucci - Albergo Roma
  - Rossana Romanini - La frontiera
  - Carolina Ferrara - La lupa
  - Maria Pia Angelini - Luna e l'altra
  - Patrizia Chericoni, Florence Emir - Nirvana

### Migliore colonna sonora
- Francesco Magnelli, Ginevra Di Marco - Tutti giù per terra
  - Avion Travel - Hotel paura
  - Claudio Guidetti - Il ciclone
  - Nicola Piovani - La mia generazione
  - Mauro Pagani, Federico De Robertis - Nirvana

### Miglior manifesto
- Nirvana

### Migliore film straniero
- Shine di Scott Hicks

### Ciak d'oro alla rivelazione dell'anno
- Sascha Zacharias